# Cicerchiata

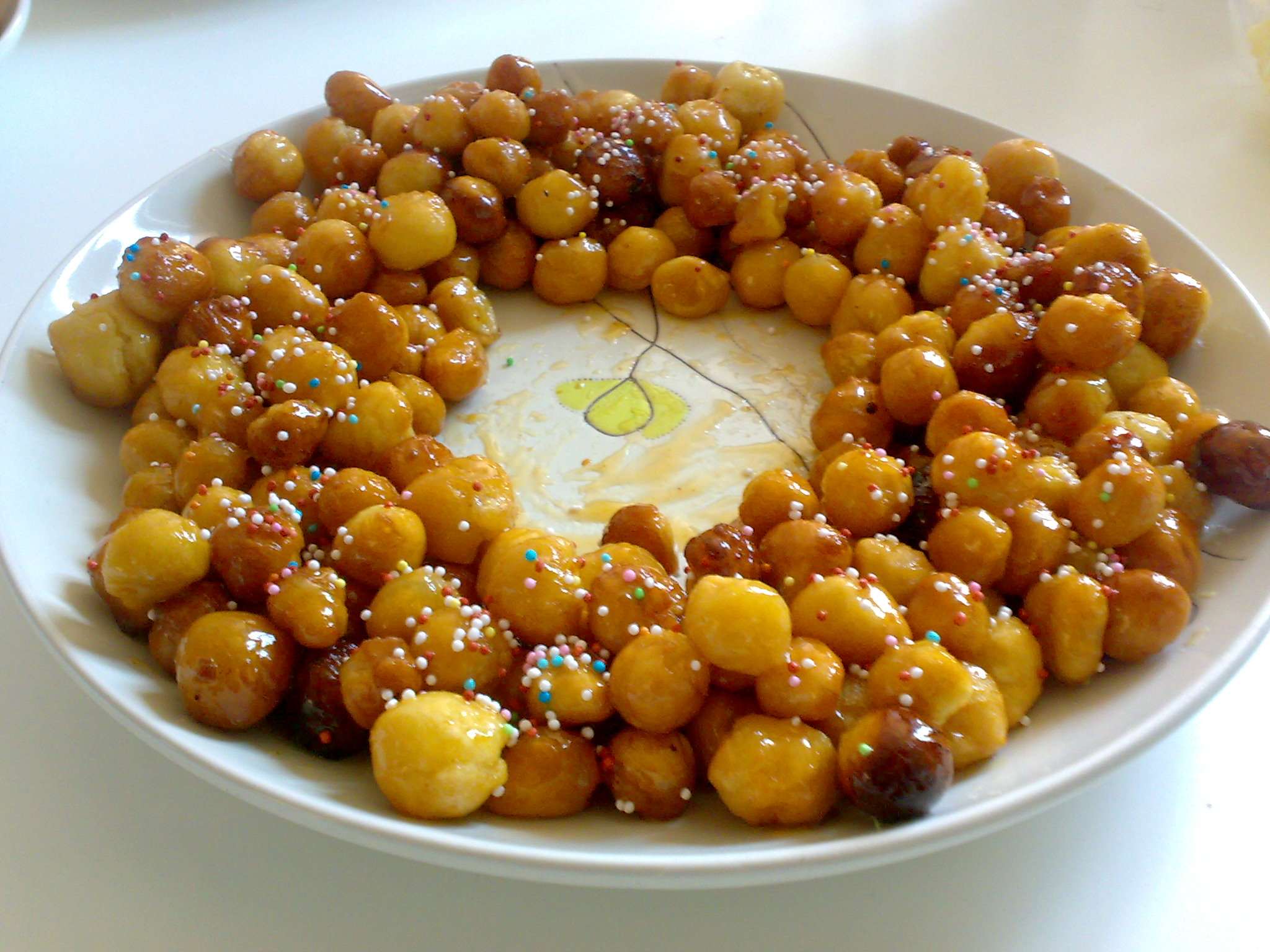
Cicerchiata

Cicerchiata ist ein italienisches Siedegebäck, typisch für die Karnevalszeit. Als Ursprung dieser Backware wird das antike Umbrien (heute Umbrien und Marken) angesehen, das in der Vergangenheit einen Teil der Abruzzen umfasste.
Der Teig für Cicerchiata wird aus Mehl, Eiern, Zucker und etwas Anislikör zubereitet, zu kleinen Kugeln gerollt, die dann in Öl oder Schmalz gebacken, mit Honig gemischt und zu einem flachen Ring oder kegelförmig zusammengefügt werden.
Der Name Cicerchiata stammt vermutlich von cicero, einer andern Bezeichnung für cece (deutsch: Kichererbse, cicer arietinum), da die kleinen Kugeln aus gebratenem Teig wie Kichererbsen aussehen. Früher traditionell in den privaten Haushalten hergestellt, sind sie heute in allen Konditoreien zu finden. Das typischste Gebiet für die Cicerchiata sind die Provinzen Macerata und Ascoli Piceno.